# De laatste roker
 De laatste roker  is een verhalenbundel van de Nederlandse schrijver Willem Frederik Hermans, verschenen in september 1991. De bundel bevat achttien verhalen, een fragment uit een nooit verschenen roman en een toneelstuk. Sommige verhalen kennen een sterke surrealistische inslag, andere zijn meer autobiografisch, waaronder drie verhalen met het personage Richard Simmillion als verteller. Het oudste onderdeel is geschreven in 1943, het meest recente dateert uit 1991. Vanwege de combinatie van een productie van vijftig jaar en de mix van fictioneel en autobiografisch werk werd de bundel beschouwd als 'een ideale introductie (...) voor zowel het oeuvre als de man daarachter.'

## Inhoud
De bundel bevat zeventien niet eerder gebundelde verhalen, een fragment uit het nooit verschenen romanproject 'Cascaden en riolen' uit 1943 en het toneelstuk 'Uitgeverij Oorwurm' uit 1961. Het enige onderdeel dat niet eerder verscheen is het Rchiard Simmillion-verhaal 'Afscheid van Canada'.
Het titelverhaal heeft een sterk dystopische inslag. In het Amsterdam van 2021 heeft de politie een nietsontziende jacht opgezet op tabak en rokers. Op een kwade dag komt de 84-jarige verstokte roker en nog kankervrije heer Vroegindewey in het bezit van een meer dan clandestiene Gauloise. Zowel voor hem persoonlijk als qua handelswaarde een fortuin. Hij wordt opgepakt door twee vrouwelijke politiefunctionarissen, van wie één het nichtje van de beroemde dokter Meinsma is. Wellicht verraden door zijn beste vriend dominee Bosdriess wordt de oude Amsterdammer door de vrouwelijke agentes gruwelijk aan zijn einde geholpen. De Gauloises werden zo toch zijn dood.

## Publicatiegeschiedenis
Met uitzondering van het verhaal 'Afscheid van Canada' zijn alle onderdelen eerder gepubliceerd. Achterin staat een opgave van de eerdere publicatiedata en, voor zover van toepassing, de betreffende periodieken. De twee eerder verschenen Simmillion-verhalen verschenen als bibliofiele editie.
Volgens publicist Bob Polak is die verantwoording onnauwkeurig: zo werd niet het gehele, maar slechts een gedeelte van het titelverhaal voorgepubliceerd en werd het verhaal 'Onder verwarring, onder verdoving' begin jaren zestig onder een andere titel gepubliceerd, namelijk 'Nooit meer slapen', zonder dat dat in de verantwoording vermeld staat.
Niet vermeld werd dat in een aantal verhalen wijzigingen werden aangebracht. In het verhaal dat oorspronkelijk als 'Nooit meer slapen' verscheen zijn die wijzigingen zelfs zo talrijk dat Polak er een lijstje van afdrukte.

## Volgorde
De verhalen zijn niet chronologisch gerangschikt, niet naar ontstaan en niet naar de publicatiedatum. De ordening is eerder van fictioneel naar autobiografisch: de eerste tien à twaalf verhalen zijn in hoge mate fictioneel, daarna staat het autobiografische proza. Criticus Reinjan Mulder wijst in dit verband het toneelstuk 'Uitgever Oorwurm' uit 1961 aan als het scharnierstuk.

## Autobiografische achtergrond
Enkele verhalen zijn autobiografisch of bevatten personages die overeenkomst vertonen met werkelijk bestaande personen. Zo lijkt de uitgever uit het toneelstuk 'Uitgever Oorwurm' sterk op de uitgever G.A. van Oorschot en criticus Reinjan Mulder vermoedt dat het verhaal 'Afscheid van Canada' niet eerder werd gepubliceerd, omdat het passages bevat die pijnlijk zouden zijn geweest voor Charles B. Timmer.
De bundel bevat drie zogeheten Richard Simmillion-verhalen, autobiografische verhalen waarvan de protagonist en ik-verteller Richard Simmillion heet. Behalve 'Afscheid van Canada' zijn dat 'Dood en weggeraakt' en 'Waarom schrijven?'

## Receptie
Omdat de bundel vijftig jaar schrijverschap vertegenwoordigt, wijzen sommige critici op de ontwikkeling in het schrijverschap van Hermans. Criticus Reinjan Mulder noemde in zijn recensie voor NRC Handelsblad van 23 augustus 1991 de constanten en verschillen. Constanten zijn volgens hem dat de hang naar het surrealisme bij Hermans nooit verdwenen is en ook de droom is in latere verhalen nog aanwezig. Uitvoeriger gaat hij in op de verschillen:
Het gejaagde, koortsachtige uit de beginjaren is verdwenen. Het filosofische is minder nadrukkelijk geworden. De voorkeur voor onherkenbare, onwerkelijke decors is minder extreem.
Peter Blom wees in het Nieuwsblad van het Noorden van 23 augustus 1991 de min of meer autobiografische verhalen aan als 'een kwantitatief ondergeschikte categorie die in de bundel inhoudelijk eigenlijk de interessantste is'. Deze Newfoundland-geschiedenis met zijn verstrekkende bespiegelingen is het hoogtepunt van het boek en tevens het bewijs van de consistentie van Hermans' denken èn voelen.' In de autobiografische verhalen is Hermans geenszins de 'stugge, gesloten figuur' waarvoor hij doorgaat, maar is hij verregaand openhartig. Het verhaal De schoorsteen draait om 'de afwezigheid van de vaderfiguur als handelend mens' en Dood en weggeraakt gaat over de afwezigheid van dezelfde figuur 'als denkend en willend mens', Waarom schrijven? betreft 'de ontwikkeling van de eigen wil', en in Gedachten over wonen in het buitenland en Buren is het voornaamste thema 'eenzaamheid'.
De autobiografische verhalen steunen volgens Blom op een wellicht 'ultieme menselijke kracht: de humor, de relativering.' Toch is die humor nog relevanter in de 'fantastische verhalen' die de hoofdmoot van de bundel vormen.
Criticus Gerrit-Jan Zwier noemt in de Leeuwarder Courant van 13 september 1991 de autobiografische verhalen een 'welkome aanvulling' op het schaarse eerdere autobiografisch proza van de auteur. Hij gaat in op drie wetenschappelijke verhalen, 'die zich soms laten lezen als weggewaaide bladzijden uit Onder professoren'. In 'Twee gebouwen, twee geleerden' draait het om de obsessie van een geleerde 'die zijn leven had willen besteden aan veldwerk in de Adriatische zee', in 'Levitatie' houdt 'een hooggeleerde parapsycholoog' in Parijs een lezing voor een spiritistisch gezelschap, en in 'Naar Magnitogorsk' wordt het angstbeeld van de hoofdpersoon dat magneten niet alleen ijzer, maar ook mensen zouden kunnen aantrekken, realiteit.